# Carter de protection
Pour les articles homonymes, voir Carter.
 (signalé en mai 2025).
Si vous disposez d'ouvrages ou d'articles de référence ou si vous connaissez des sites web de qualité traitant du thème abordé ici, merci de compléter l'article en donnant les références utiles à sa vérifiabilité et en les liant à la section « Notes et références ».
- Archive Wikiwix
- Bing
- Cairn
- DuckDuckGo
- E. Universalis
- Gallica
- Google
- G. Books
- G. News
- G. Scholar
- Persée
- Qwant
- (zh) Baidu
- (ru) Yandex
- (wd) trouver des œuvres sur Wikidata

Un carter de protection est une enveloppe isolant l’individu de tout danger venant d’un milieu extérieur.
Généralement amovible, les carters de protection isolent les parties dangereuses d’un engin, d’une machine ou tout autre élément présentant un danger pour la sécurité.

## Domaines concernés
- la sécurité au travail,
- l’accident du travail,
- l’accident domestique

## Domaines d’études
- l’étude de dangers,
- l’analyse ergonomique du travail,
- la prévention,
- la condition de travail

## Domaines de protection
- Physique,
- Acoustique,
- Visuel,
- Respiratoire,
- Contamination,

Ces domaines et les moyens de protection font partie de la vie courante que cela soit sur son lieu de travail, dans les lieux publics ou à son propre domicile.

## Types de carters
- Fonctionnalités :
  - carters permanents vissés : enveloppe de moteur électrique, de boîte de vitesses,
  - carters amovibles pleins :  assortis le plus souvent d’une poignée de manutention, ils recouvrent les outils de coupe, les transmissions réglables pendant le temps de travail,
  - carters amovibles translucides : écran transparent permettant à l’opérateur de contrôler le bon déroulement du travail (tour, meuleuse) et de le protéger de la projection des copeaux et du liquide de refroidissement.

- Construction :
  - Légèreté : pour faciliter la manœuvre et ne pas pénaliser la manutention, surtout dans le cas de machines portatives,
  - Solidité : utiliser une matière suffisamment résistante à l’éventuelle projection de matériaux (pierre projetée par les lames d’une tondeuse à gazon) ou de l’outil mal fixé ou rompu (outil de toupie).
  - Forme : la forme et la dimension définissent des appellations différentes comme carter, capot ou capotage, écran,

## Lieu de travail
Toutes les installations de production comportent des protections : du plus petit carter au plus grand capotage qui, en fonction du degré de dangerosité, ont des rôles différents :
- carter simple manœuvré pour le réglage de l’outil qu’il protège,
- carter auto-escamotable pendant la phase de travail : carter sur scie circulaire, protecteur sur lame de dégauchisseuse,
- carter ou écran qui, par un système de contact, interrompt ou autorise la mise en marche de l’installation (écran sur tour automatique et machine-outil à commande numérique, protection autour d’un bras manipulateur automatique ou robot, etc),
- écran qui isole un lieu de travail incommodant pour l’entourage (poste de soudure à l’arc, banc d’essai de moteur, poste mise au point de prototypes, etc),
- capotage sur des postes insalubres : aspiration de poussière, protection les rayons X, contre la contamination radioactive, etc.

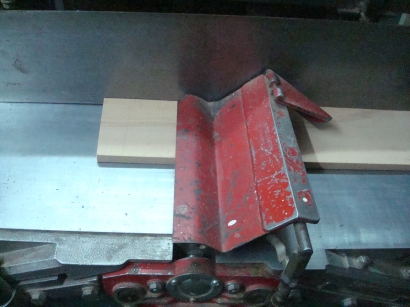
protection sur dégauchisseuse
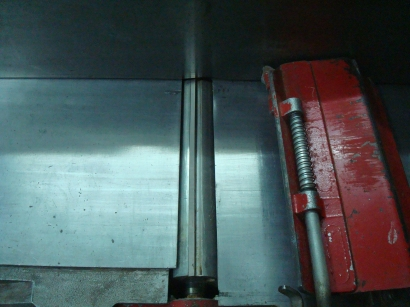
protection enlevée

## Sources
- Formation professionnelle et rappel des règles sur la sécurité au travail, Automobiles Peugeot Sochaux.